# Buddy Miles
Buddy Miles (eg. George Allen Miles Jr.), född 5 september 1947 i Omaha, Nebraska, död 26 februari 2008 i Austin, Texas, var en amerikansk trumslagare. Han började sin karriär på 1960-talet som studiomusiker och var 1967 med och bildade soulrock-gruppen Electric Flag. Han blev en drivande kraft i gruppen men den upplöstes 1969. Han bildade då gruppen Buddy Miles Express vilken släppte några singlar. Han blev sedan med i Jimi Hendrix kortvariga grupp Band of Gypsys och medverkar på det enda självbetitlade album gruppen släppte, ett livealbum 1970. Miles spelade dock med Hendrix redan 1968 på låten "Rainy Day, Dream Away" från albumet Electric Ladyland. 1972 medverkade han på Santana-albumet Carlos Santana & Buddy Miles! Live!. Miles släppte ett flertal soloalbum under 1970-talet som nådde listplacering på Billboard 200-listan och var fortsatt aktiv som musiker fram till sin död. Han avled 2008 efter hjärtkomplikationer.

## Diskografi
Soloalbum
- Them Changes (1970)
- We Got to Live Together (1970)
- A Message to the People Mercury (1971)
- Buddy Miles Live (1971)
- Chapter VII (1973)
- All the Faces of Buddy Miles (1974)
- More Miles Per Gallon (1975)
- Bicentennial Gathering of the Tribes (1976)
- Roadrunner (1977)
- Sneak Attack (1981)
- Tribute to Jimi Hendrix (1997)
- Miles Away from Home (1997)
- Blues Berries (2002)
- Changes (2005)

Album med Buddy Miles Express
- Expressway to Your Skull (1968)
- Electric Church (1969)
- Booger Bear (1973)
- Hell and Back – United For Opportunity (1994)